# Pavilhão Mourisco
O Pavilhão Mourisco, também conhecido como Castelo da Fiocruz ou Palácio de Manguinhos, foi projetado pelo arquiteto português Luiz Moraes Júnior com base em desenhos do próprio Oswaldo Cruz. A edificação, com forte inspiração do Palácio de Alhambra (Granada, Espanha), começou a ser construída em 1905 e foi inaugurada em 1918. O edifício que mescla referências mouriscas e europeias se situa no alto de uma colina, destacando-se na paisagem da cidade do Rio de Janeiro. Grande parte dos seus materiais construtivos foi importada, com exceção da madeira e do granito, e sua construção foi executada por mão de obra estrangeira, embora houvesse também brasileiros na equipe, que passaram a morar nas redondezas, sobretudo na área onde hoje se situa a comunidade do Amorim.
A instituição que receberia seu nome, foi imaginada por Oswaldo Cruz à semelhança ao Instituto Pasteur, em Paris, reunindo a produção de vacinas e remédios, a pesquisa científica e demais atividades ligadas à saúde pública. Hoje, o edifício abriga áreas administrativas da Presidência da Fiocruz e do Instituto Oswaldo Cruz, mas, também importantes acervos como a Coleção Entomológica, a Seção de Obras Raras da Biblioteca de Manguinhos. O Pavilhão Mourisco está aberto à visitação pública, fazendo parte do circuito oferecido pelo Museu da Vida Fiocruz da Casa de Oswaldo Cruz.
Em 1981 o pavilhão foi tombado pelo Instituto do Patrimônio Histórico e Artístico Nacional (IPHAN) junto com a Cavalariça da Fiocruz e o Pavilhão da Peste. A própria Fiocruz atua na preservação e restauração do conjunto, assim como de todo o patrimônio arquitetônico, arqueológico e urbanístico da Fundação.
Por sua importância histórica, cultural e científica, o Pavilhão Mourisco da Fiocruz é candidato a Patrimônio Cultural da Humanidade.

## Arquitetura
O Pavilhão Mourisco é parte do conjunto de edificações projetado para abrigar as atividades de pesquisa, ensino e produção do então Instituto Soroterápico Federal, criado em 1900 no terreno de uma antiga fazenda de Manguinhos. O conjunto arquitetônico, que hoje compõe o Núcleo Arquitetônico Histórico de Manguinhos, é composto ainda pela Cavalariça e Pavilhão da Peste (atual Pavilhão do Relógio). Foi implantado em uma das colinas do terreno para garantir melhor visibilidade ao conjunto, além de melhores condições de ventilação e insolação dos edifícios.
Projetado por Luiz Moraes Júnior, para abrigar laboratórios científicos, biblioteca e um museu, o Pavilhão Mourisco tem cinco pavimentos e fachadas em tijolo cerâmico sobre uma base de granito. O estilo neo-mourisco do edifício é conferido por seus detalhes construtivos, reforçado pelas inscrições no estuque ornamental, pelos azulejos em tapetes multicoloridos das varandas, e pela ornamentação dos elementos de coroamento do edifício, como as ameias e os torreões em argamassa de cimento, além das duas torres com cúpulas em cobre.
No projeto do Pavilhão Mourisco foram utilizados elementos característicos da arquitetura portuguesa, inglesa e mourisca. A influência inglesa se nota na adoção de uma planta em forma de “H”, no hall de entrada central com uma grande escadaria e uma profusão de ornatos. A planta em “H” também faz referência às construções hospitalares da época, em que se procurava facilitar a ventilação e a higiene dos ambientes internos do edifício. Isso reforça a importância deste edifício não apenas do ponto de visto estético, mas também para a área da saúde. Quanto à arquitetura portuguesa, destacam-se a utilização de um pátio aberto para os fundos da edificação, característica típica dos solares do século XVII, sendo o arquiteto um português, nascido em Faro, Portugal. A rica ornamentação das áreas nobres do Pavilhão Mourisco segue a linguagem árabe da arquitetura mourisca, inspirada em Alhambra, destacando-se os seguintes elementos: painéis em gesso e madeira com estuque ornamental, azulejos e pastilhas decoradas. Outros elementos de destaque no edifício são o uso de porão elevado, os materiais utilizados no revestimento das fachadas, os arcos e balaústres das varandas, as amplas janelas em ferro, as duas torres com cúpulas de cobre, e as ameias e torreões que ornamentam os terraços de cobertura.
O edifício chama a atenção de quem transita pela Avenida Brasil, no Rio de Janeiro, destacando-se na paisagem acima da copa das árvores do Campus Fiocruz Manguinhos.[carece de fontes?]